# Impulsní charakteristika
Impulsní charakteristika je odezva lineárního časově invariantního systému (LTI) na tzv. Diracův jednotkový impuls. Je značena malým písmenem h.
Z praktického pohledu je impulsní charakteristika důležitým nástrojem teoretické analýzy LTI systémů (tedy například filtrů, zesilovačů, PID regulátorů apod.), protože konvolucí vstupu s impulzní odezvou lze získat výstup LTI systému:

{\displaystyle y(t)=x(t)*h(t)\,}
{\displaystyle {}\quad =\int _{-\infty }^{\infty }x(t-\tau )\cdot h(\tau )\,\operatorname {d} \tau }
{\displaystyle {}\quad =\int _{-\infty }^{\infty }x(\tau )\cdot h(t-\tau )\,\operatorname {d} \tau }
Vedle přechodové charakteristiky, přenosu systému a frekvenční charakteristiky je jednou z metod vnějšího popisu LTI systémů. Všechny tyto metody jsou rovnocenné a lze je početně mezi sebou převádět.
V praxi se častěji používá frekvenční charakteristika a přechodová charakteristika, neboť ve většině případů je v praxi těžké zajistit Diracův impuls.

## Převod na frekvenční charakteristiku
Frekvenční charakteristiku lze získat Fourierovou transformací impulzní odezvy:

{\displaystyle H(j\omega )=\int _{-\infty }^{\infty }h(t)e^{-j\omega t}\,dt}